# Barrick Gold

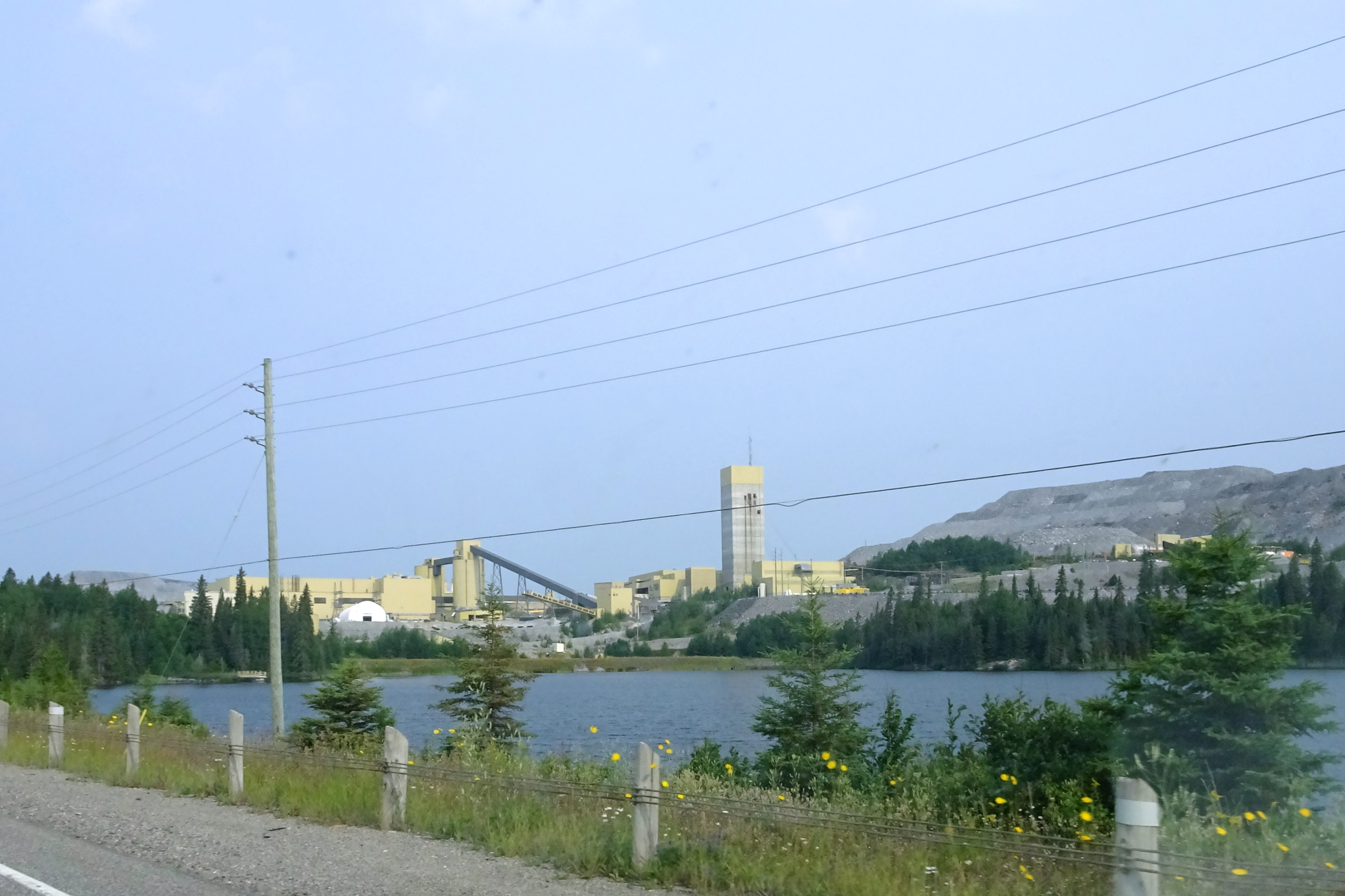
Hemlo, Canada

Barrick Gold Corporation è un'azienda canadese. È la più grande società di estrazione dell'oro al mondo, con sede a Toronto. 
La compagnia ha attività minerarie in Argentina, Australia, Canada, Cile, Repubblica Dominicana, Papua Nuova Guinea, Perù, Arabia Saudita, Stati Uniti e Zambia. Oltre il 75% della produzione di oro di Barrick proviene dalla regione delle Americhe. [4] Nel 2016, ha prodotto 5,52 milioni di once d'oro a tutti i costi sostenuti per 798 dollari l'oncia e 415 milioni di sterline di rame a tutti i costi sostenuti per 2,25 dollari / libbra . Al 31 dicembre 2016, la società aveva 85,9 milioni di once di riserve d'oro comprovate e probabili